# 万济耶
万济耶（法語：Vinzier，法語發音：[vɛ̃zje]）是法国上萨瓦省的一个市镇，属于托农莱班区。

## 地理
万济耶（46°21'0"N, 6°37'9"E）面积6.51 平方千米，位于法国奥弗涅-罗讷-阿尔卑斯大区上萨瓦省，该省份为法国东部省份，历史上为薩伏依的一部分，北与瑞士接壤，西接安省，南至萨瓦省，东与瑞士和意大利接壤。
与万济耶接壤的市镇（或旧市镇、城区）包括：贝尔内克斯、费泰尔讷、拉福尔克拉、拉兰日、圣波勒昂沙布莱。

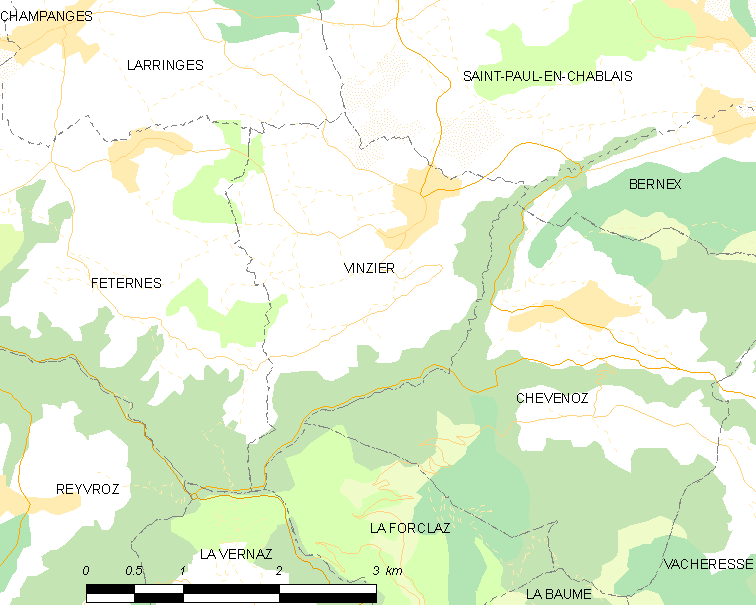
万济耶的OSM定位图

万济耶的时区为UTC+01:00、UTC+02:00（夏令时）。

## 行政
万济耶的邮政编码为74500，INSEE市镇编码为74308。

## 政治
万济耶所属的省级选区为埃维昂莱班县。

## 人口

1962-2008年间万济耶人口变化图示

万济耶于2022年1月1日时的人口数量为883人。